# Elton John (album)
Elton John – drugi album brytyjskiego piosenkarza Eltona Johna, wydany w 1970. Był to pierwszy album muzyka, który został wydany w Ameryce, przez co wielu uważa go za debiut, gdyż Empty Sky nie zostało wydane za oceanem przed 1975. Płyta zawiera utwór "Your Song", który okazał się przełomowym w karierze pianisty, a także pomógł mu ustabilizować karierę. W 2003 album został sklasyfikowany na 468. miejscu listy 500 albumów wszech czasów magazynu Rolling Stone. W 2004 album został zremasterowany na wielokanałowe Super Audio CD.

## Lista utworów
| 1.  | "Your Song"                | 4:02  |
|     |                            |       |
| 2.  | "I Need You to Turn To"    | 2:35  |
|     |                            |       |
| 3.  | "Take Me to the Pilot"     | 3:48  |
|     |                            |       |
| 4.  | "No Shoestrings on Louise" | 3:31  |
|     |                            |       |
| 5.  | "First Episode at Hienton" | 4:48  |
|     |                            |       |
| 6.  | "Sixty Years On"           | 4:55  |
|     |                            |       |
| 7.  | "Border Song"              | 3:22  |
|     |                            |       |
| 8.  | "The Greatest Discovery"   | 4:12  |
|     |                            |       |
| 9.  | "The Cage"                 | 3:28  |
|     |                            |       |
| 10. | "The King Must Die"        | 5:04  |
|     |                            |       |
|     |                            | 39:45 |
|     |                            |       |

### Utwory dodatkowe (reedycja albumu z 1995)
| 1. | "Bad Side of the Moon"         | 3:15  |
|    |                                |       |
| 2. | "Grey Seal" (Original version) | 3:35  |
|    |                                |       |
| 3. | "Rock n' Roll Madonna"         | 4:17  |
|    |                                |       |
|    |                                | 11:07 |
|    |                                |       |

## Ciekawostki
- Portugalskie wydanie albumu jest jedynym, w którym na początku "The Greatest Discovery" zamiast skrzypiec słychać francuski róg. Poszerzone wprowadzenie do utworu "Sixty Years On" ukazało się w 1990 na albumie "To Be Continued".